# Wil Merkies

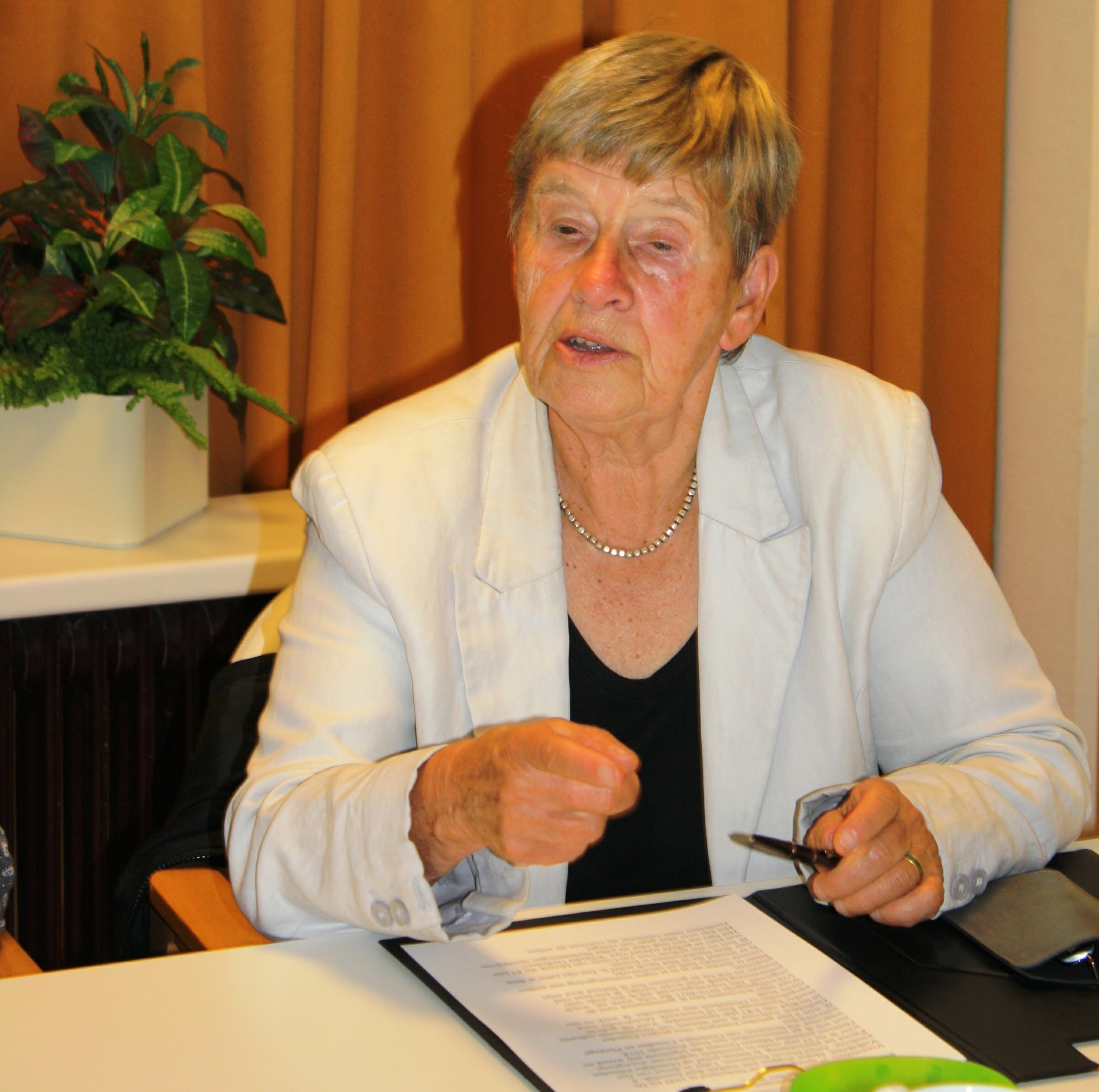
Wil Merkies in 2010 tijdens een workshop journalistiek.

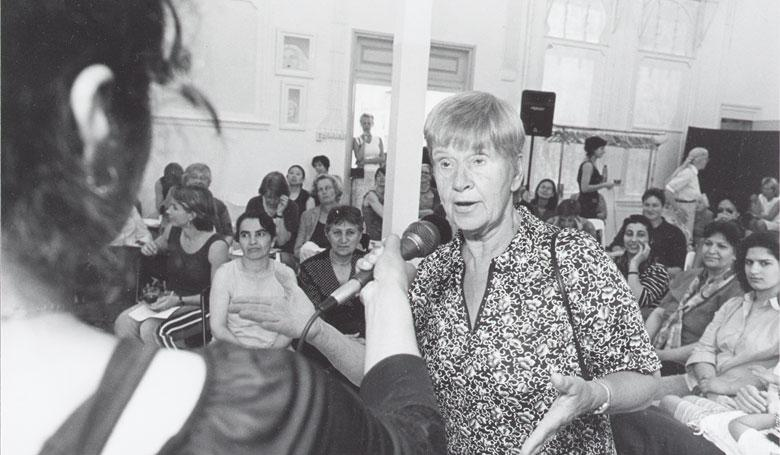
Wil Merkies tijdens een bijeenkomst op 24 maart 1970.

Wil Merkies-Jansen (Den Helder, 28 maart 1931 – Amsterdam, 7 februari 2018) was een Nederlands journaliste.

## Loopbaan
Merkies was in 1949 de eerste vrouwelijke sportjournalist in Nederland en werkte onder andere voor het Nieuw Utrechts Dagblad, Het Parool en de Volkskrant.
Begin jaren vijftig protesteerden de lezers van de toen nog katholieke Volkskrant ertegen dat een vrouw verslag deed van sportwedstrijden. Toenmalig hoofdredacteur Joop Lücker eiste dat er boven haar artikelen van onze verslaggever in plaats van van onze verslaggeefster kwam te staan. Merkies weigerde dit. Dit was het begin van een journalistieke carrière in de vrouwenbeweging, maar ook daarbuiten. Ze was hoofdredactrice van het tijdschrift Vrouwenbelangen vanaf 2003. Een uitgave van de Vereniging voor Vrouwenbelangen, Vrouwenarbeid en Gelijk Staatsburgerschap.
In 2008 schreef Merkies mee aan de titel Postcode 1018 (ISBN: 9789066659957). Een speciale uitgave voor de Amsterdamse buurten (Plantage, Kadijken, Czaar Peterbuurt, Funen, Weesperbuurt en Oostelijke Eilanden) met postcode 1018 met diverse interviews. Zelf woonde Merkies aan het Waaigat in Amsterdam.
De gemeente Haarlem besloot in 2024 een park in de wijk Schalkwijk te vernoemen naar Wil Merkies. In het park komen sportvoorzieningen voor de jeugd, zoals een Cruyff Court en een Krajicek Playground.
De gemeente Stichtse Vecht deelde in 2024 mee dat Wil Merkies ook een eigen straat krijgt in de nieuwbouwwijk Zuilense Vecht. 